# Phaeophlebiopsis
Phaeophlebiopsis Floudas & Hibbett – rodzaj grzybów z rodziny korownicowatych (Phanerochaetaceae).

## Charakterystyka
Grzyby kortycjoidalne o owocniku rozpostartym, przyrośniętym, gładkim i twardym, z niewielkimi lub rozległymi pęknięciami. Powierzchnia o barwie od beżowej przez jasnobrązową do szarobrązowej, czasami z fioletowymi odcieniami, brzeg albo w tym samym kolorze, albo brązowy z bardzo cienką, białą obwódką. Subikulum beżowe lub brązowe, bez sznurów grzybniowych. System strzępkowy monomityczny, strzępki bez sprzążek lub z bardzo rzadkimi, cienkościenne lub grubościenne, sporadycznie z kryształkami, zwykle zlepione, szkliste i bardzo trudne do rozdzielenia, przypominające strzępki Phlebiopsis. Cystydy typu metuloidy, silnie inkrustowane, zwykle dużymi kryształami, niektóre brązowawe. Podstawki maczugowate do niemal cylindrycznych, cienkościenne, z 4 sterygmami i bez sprzążek u podstawy. Bazydiospory gładkie, cienkościenne, niemal cylindryczne, elipsoidalne lub jajowate, zwykle z jednej strony spłaszczone i bardzo lekko wygięte, nieamyloidalne.
Phaeophlebiopsis jest bardzo podobny do Phlebiopsis i ich rozróżnienie tylko na podstawie morfologii jest trudne. Autorzy wprowadzili ten rodzaj głównie w oparciu o badania filogenetyczne. Dobrą cechą umożliwiająca rozróżnienie tych rodzajów jest beżowy do brązowego kolor podstawek i brązowe cystydy u Phaeophlebiopsis.

## Systematyka i nazewnictwo
Pozycja w klasyfikacji według Index Fungorum: Phanerochaetaceae, Polyporales, Incertae sedis, Agaricomycetes, Agaricomycotina, Basidiomycota, Fungi.
Gatunki:
- Phaeophlebiopsis caribbeana Floudas & Hibbett 2015
- Phaeophlebiopsis himalayensis (Dhingra) Zmitr. 2018
- Phaeophlebiopsis ignerii Floudas & Hibbett 2015
- Phaeophlebiopsis lamprocystidiata (Sheng H. Wu) Zmitr. 2018
- Phaeophlebiopsis mussooriensis (Priyanka, Dhingra & N. Kaur) Nakasone & S.H. He 2021
- Phaeophlebiopsis peniophoroides (Gilb. & Adask.) Floudas & Hibbett 2015
- Phaeophlebiopsis ravenelii (Cooke) Zmitr. 2018

Wykaz gatunków i nazwy naukowe na podstawie Index Fungorum.